# إميلي شولتز
إميلي شولتز (بالإنجليزية: Emily Schultz)‏ (1974)؛ روائية أمريكية.